# Faluja

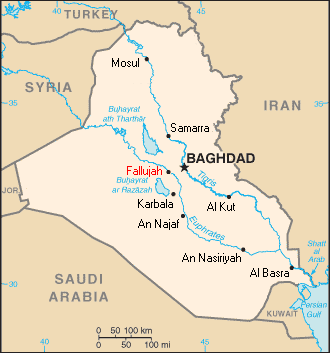
Localização de Falluja no Iraque.

Faluja (em árabe: الفلوجة; por vezes transliterada como Falluja, Fallujah, Fallouja ou Falowja; em hebraico: פומבדיתא; aramaico: Pumbedit(h)a)  é uma cidade do Iraque, localizada na província de Ambar, a cerca de 69 quilômetros a oeste de Bagdá, às margens do Eufrates. Faluja data do período babilônico, e foi sede de diversas academias judaicas por diversos séculos. Durante o período moderno a cidade cresceu de uma pequena vila, em 1947, até uma população de cerca de 425 774 habitantes em 2003, antes da invasão americana.
A cidade é conhecida, dentro do próprio Iraque, como a "cidade das mesquitas", devido às mais de 200 mesquitas encontradas nas cidades e vilas vizinhas. Os combates ferozes travados na cidade (o primeiro em abril e o segundo em novembro de 2004) durante a Guerra do Iraque, no entanto, teriam danificado boa parte delas.

## História
A região vem sendo habitada por milênios. Existem evidências de que a área em torno de Faluja foi habitada desde os tempos babilônios; há alguma dúvida quanto à etimologia do nome da cidade, porém uma das teorias a seu respeito diz que seu nome siríaco, Pallgutha, é derivado da palavra "divisão" ou "regulador de canal", já que ela se situava no local onde as águas do rio Eufrates dividiam-se num canal. Autores clássicos citaram o nome como "Pallacottas"; em aramaico o nome é Pumbedita, enquanto o nome da cidade em árabe significa "terra arável".

### Ambar/Neardeia
A região de Faluja fez parte da província sassânida de Ambar (a palavra anbar é persa, e significa "armazém"). Conhecida como Firuz Xapur ou Perisapora durante o período sassânida, foi um dos principais centros comerciais do Reino Lacmida. A pouco mais de um quilômetro a norte de Faluja estão as extensas ruínas que foram identificadas com a antiga Ambar, localizada na confluência do Eufrates com o Canal do Rei (atual Canal Saqlawiyah, e conhecido na Antiguidade como Nar Malca, e no período islâmico arcaico como Nar Issa); mudanças posteriores no curso do Eufrates fizeram que passasse a seguir o curso do antigo canal de Palacotas. A cidade neste ponto, nas fontes judaicas, era conhecida como Neardeia, e foi um dos centros primários dos judeus babilônios, até sua destruição pelo rei de Palmira, Odenato, em 259. O viajante judeu medieval Benjamim de Tudela visitou, em 1164, "Ambar, que é Pumbedita em Neardeia", e disse que lá viviam 3 000 judeus.

### Pumbedita
A região hospedou por diversos séculos uma das mais importantes academias judaicas, a Academia de Pumbedita, que de 258 a 1038 foi, juntamente com Sura (Hira), um dos dois centros mais importantes de educação judaica no mundo.

### Era Moderna
Durante o período em que fez parte do Império Otomano, Faluja era uma parada menor numa das principais estradas que cruzavam o deserto até Bagdá.
Na primavera de 1920 os britânicos, que haviam conquistado o Iraque depois do colapso do Império Otomano, enviaram o tenente-coronel Gerard Leachman, um renomado explorador e experiente oficial colonial, para se encontrar com o líder local, o Xeque Dhari, visando talvez cancelar um empréstimo ao xeque. Exatamente o que aconteceu depende da fonte, porém de acordo com a versão árabe, Leachman foi traído pelo xeque, que fez seus dois filhos atirarem em suas pernas, e depois degolá-lo com uma espada.
Durante a curta Guerra Anglo-Iraquiana de 1941, o exército iraquiano foi derrotado pelas tropas britânicas numa batalha próxima a Faluja. Em 1947 a cidade tinha apenas 10 000 habitantes; cresceu rapidamente depois da independência do Iraque, principalmente depois do influxo da riqueza gerada pelo petróleo ao país. Sua posição geográfica, situada numa das principais estradas que saem de Bagdá, dão uma importância central à cidade.
Sob Saddam Hussein, que governou o Iraque de 1979 a 2003, Faluja se tornou uma importante área de apoio ao regime, juntamente com o resto da região que foi rotulada pelas forças armadas americanas como "Triângulo Sunita". Muitos residentes da cidade, majoritariamente sunita, eram empregados e partidários do governo de Saddam, e diversos dos mais elevados oficiais do Partido Baath eram nativos da cidade. Faluja foi fortemente industralizada  durante a era Saddam, com a construção de diversas fábricas de grande porte, incluindo uma que foi fechada pela Comissão Especial das Nações Unidas (UNSCOM, United Nations Special Commission) na década de 1990, que pode ter sido usada para produzir armas químicas. Um novo sistema de rodovias (parte das iniciativas de infraestrutura de Saddam) foi construído, contornando Faluja e gradualmente causando o seu declínio em importância nacional.

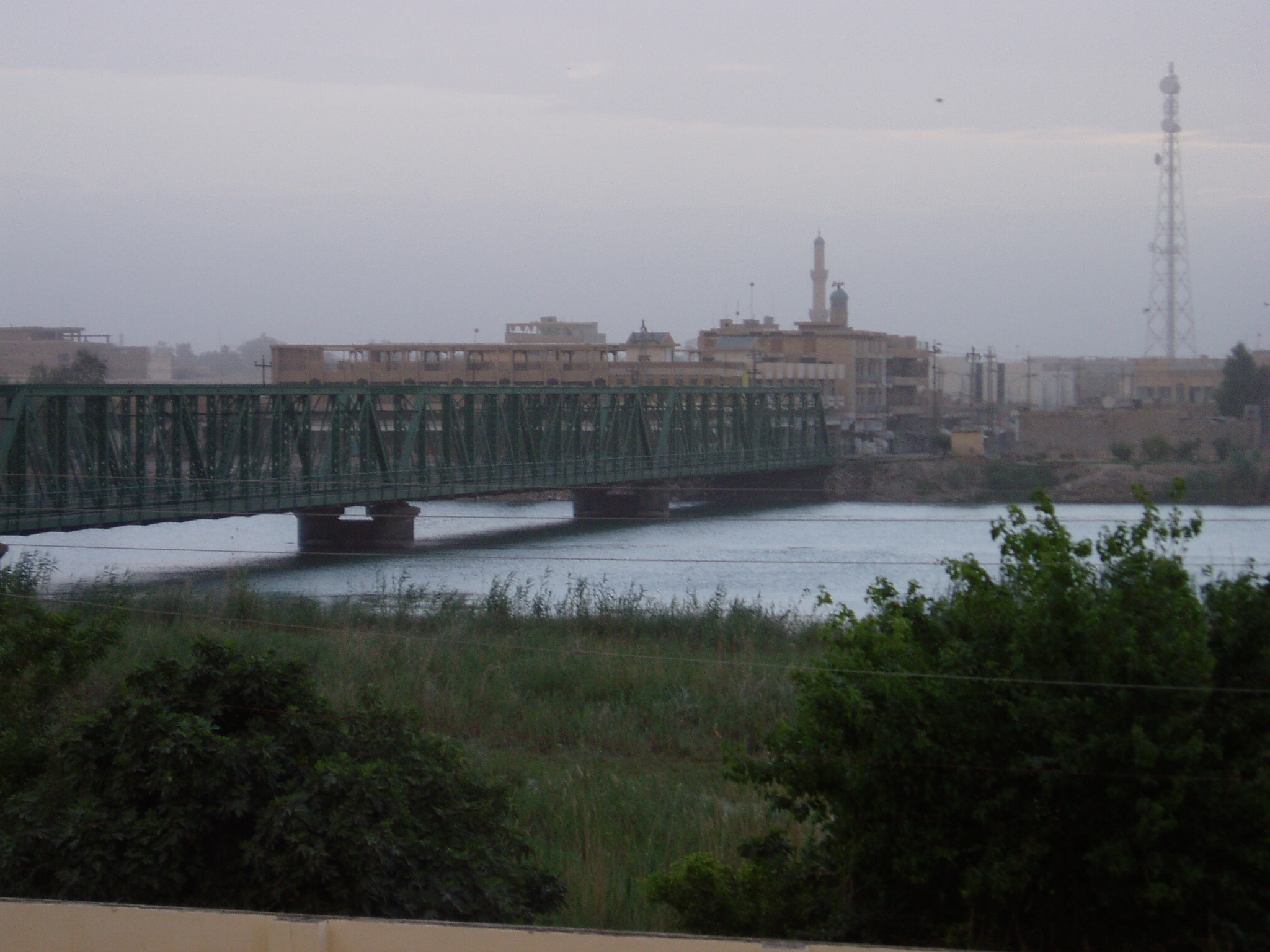
Faluja, vista do oeste, em abril de 2004

#### Guerra do Golfo, 1991
Durante a Guerra do Golfo, Faluja foi uma das localidades com maiores vítimas civis. Duas tentativas diferentes de bombardeio à ponte que cruza o Eufrates, na cidade, atingiram mercados cheios, matando cerca de 200 civis.[carece de fontes?]
O primeiro bombardeio ocorreu no início da guerra; um avião a jato britânico, que pretendia bombardear a ponte lançou duas bombas guiadas a laser sobre o principal mercado da cidade. Entre 50 e 150 civis morreram e muitos ficaram feridos. No segundo incidente, as forças aliadas atacaram a ponte com quatro bombas guiadas a laser; pelo menos uma delas atingiu o alvo, enquanto uma ou duas caíram no rio, e a quarta acabou atingindo um mercado em outro ponto da cidade, supostamente por uma falha em seu sistema de laser.

### Guerra do Iraque, 2003
Faluja foi uma das áreas menos afetadas do Iraque imediatamente após a invasão pela coalizão liderada pelos Estados Unidos. Unidades do exército iraquiano, estacionadas na área, abandonaram suas posições e desapareceram em meio à população local, deixando equipamento militar para trás.
A poucos quilômetros de Faluja havia um resort chamado Dreamland, destinado aos membros do partido Ba'ath. O dano que a cidade havia evitado durante a invasão inicial acabou sendo cometido por saqueadores, que se aproveitaram do colapso do regime de Saddam Hussein. Entre seus alvos principais estavam os edifícios governamentais, as instalações de Dreamland e as bases militares vizinhas.
Faluja localiza-se nas proximidades da célebre prisão de Abu Ghraib, de onde Saddam, num de seus últimos atos, libertou todos os prisioneiros.
O novo prefeito da cidade, Taha Bidaywi Hamed, escolhido por líderes tribais locais, era pró-americano, e quando o exército americano entrou na cidade, em abril de 2003, instalou seus integrantes no quartel general do Partido Ba'ath, e uma Força de Proteção de Faluja, composta de iraquianos nativos da região, foi montada pelas forças de ocupação americanas, para auxiliar no combate à insurgência.
Na noite de 28 de abril de 2003 uma multidão de 200 pessoas desafiou um toque de recolher imposto pelos americanos e se reuniu diante de uma escola secundária usada como quartel-general militar, exigindo sua reabertura. Soldados da 82ª Divisão Aérea, estacionados no teto do edifício, dispararam contra a multidão; 17 civis morreram e mais de 70 ficaram feridos. Os eventos que antecederam o ocorrido são controversos; as forças americanas alegam ter respondido a disparos de dentro da multidão, enquanto os iraquianos envolvidos negam esta versão, embora admitam que pedras foram arremessadas contra as tropas. Um protesto contra as mortes realizado dois dias mais tarde também terminou em conflito com forças americanas, onde duas pessoas morreram, vítimas de disparos.
Em 31 de março de 2004, insurgentes iraquianos em Faluja fizeram uma emboscada a um comboio que continha quatro contratistas militares privados da empresa Blackwater USA, que estavam fazendo serviços de entrega para a empresa de alimentos ESS.
Os quatro funcionários, Scott Helvenston, Jerry (Jerko) Zovko, Wesley Batalona e Michael Teague, foram arrastados de seus veículos, espancados e queimados vivos. Seus cadáveres queimados foram arrastados pelas ruas antes de serem pendurados sobre uma ponte sobre o Eufrates. A ponte é conhecida não-oficialmente como "Blackwater Bridge" pelas Forças de Coalização que operam ali. Fotografias do evento foram publicadas por agências de notícias ao redor do mundo, causando revolta nos Estados Unidos, e despertando o anúncio de uma campanha para restabelecer o controle americano sobre a cidade.
O ocorrido levou a uma operação, eventualmente abortada, das forças armadas americanas de retomar o controle da cidade, a Operação Resolução Vigilante, e outra operação subsequente, esta bem-sucedida, em novembro de 2004, chamada Operação Fúria Fantasma (Operação Al Fajr, em árabe). O saldo desta operação teria sido a morte de mais de 1 350 combatentes da insurgência; aproximadamente 95 soldados americanos foram mortos, e mais de 1 000 feridos. Depois da recaptura da cidade, as tropas americanas descobriram câmaras de decapitação e fábricas de bombas na cidade, que foram mostradas para a mídia como prova do papel importante de Faluja na insurgência contra as tropas de ocupação. Encontraram também dois reféns - um iraquiano e um sírio, que trabalhava como motorista para dois jornalistas franceses, Christian Chesnot e Georges Malbrunot - então desaparecidos desde agosto de 2004. Já o iraquiano havia sido sequestrado por combatentes sírios, e acreditava estar na Síria até ser descoberto pelos Marines. Chesnot e Malbrunot foram libertados por seus captores, o Exército Islâmico no Iraque, em 21 de dezembro de 2004.
As forças armadas americanas negaram, numa primeira instância, ter usado o fósforo branco como arma antipessoal em Faluja, porém posteriormente voltou atrás nesta negação, admitindo ter usado a substância na cidade como arma de ataque.

### Situação atual

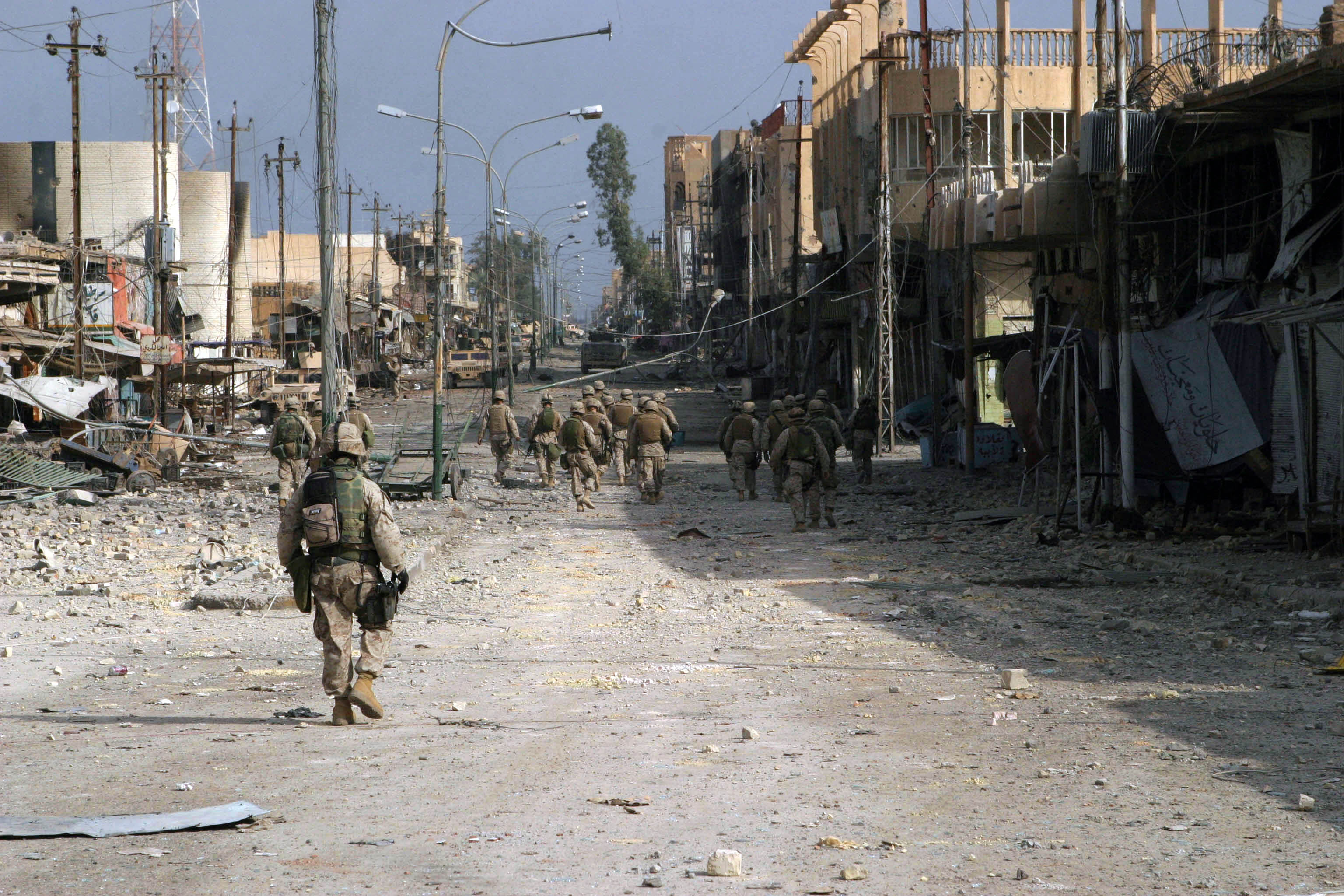
Militares americanos após a tomada da cidade em 2004.

Os habitantes da cidade puderam retornar a ela em meados de dezembro de 2004, depois de passar por identificações biométricas, com a condição de que portassem documentos com suas identidades o tempo todo. Autoridades americanas relataram que "mais da metade das 39 000 casas de Faluja foram danificadas durante a Operation Phantom Fury, e cerca de 10 000 delas foram destruídas"; a indenização paga consiste de até 20% do valor da casa danificada, com cerca de 32 000 proprietários recebendo-a até agora, de acordo com o tenente-coronel dos fuzileiros navais (marines) William Brown. De acordo com a rede de televisão americana NBC, 9 000 casas foram destruídas, outras milhares foram danificadas, e das 32 000 indenizações alegadas apenas 2 500 haviam sido pagas até 14 de abril de 2005. De acordo com Mike Marqusee do Iraq Occupation Focus, em artigo para o jornal britânico The Guardian, "a comissão para as indenizações de Faluja relatou que 36 000 das 50 000 casas da cidade foram destruídas, juntamente com 60 escolas e 65 mesquitas e santuários". A reconstrução consiste basicamente da limpeza de entulho das áreas mais danificadas e o restabelecimento dos serviços básicos. 10% dos habitantes pré-ofensiva haviam retornado em meados de janeiro de 2005, e 30% no final de março. Em 2006, algumas fontes reportam que dois terços já tinham regressado e que só 15% permaneciam nos arredores da cidade.
Os números de habitantes anteriores à ofensiva, no entanto, são pouco confiáveis; presumivelmente a população seria aproximadamente 250 000−350 000. Assim, mais de 150 000 pessoas ainda estão vivendo como refugiados internos em acampamentos ou na casa de parentes em outros lugares do país. As estimativas atuais do Ministério do Interior iraquiano e das Forças de Coalizão estabelecem a população da cidade em mais de 350 000, possivelmente aproximando-se de meio milhão.
No período que se seguiu à ofensiva, uma relativa calma foi restaurada a Faluja.
Em dezembro de 2006 boa parte do controle da cidade foi transferido das forças americanas para a 1ª Divisão do Exército Iraquiano. No mesmo mês a polícia de Faluja começou grandes ofensivas sob seu novo chefe. As Forças de Coalizão, a partir de maio de 2007, passaram a operar apoiando diretamente as Forças de Segurança Iraquianas na cidade, que é um dos centros de gravidade da província de Ambar no recente otimismo corrente entre as lideranças americana e iraquiana a respeito do estado da atividades de combate à insurgência na região.

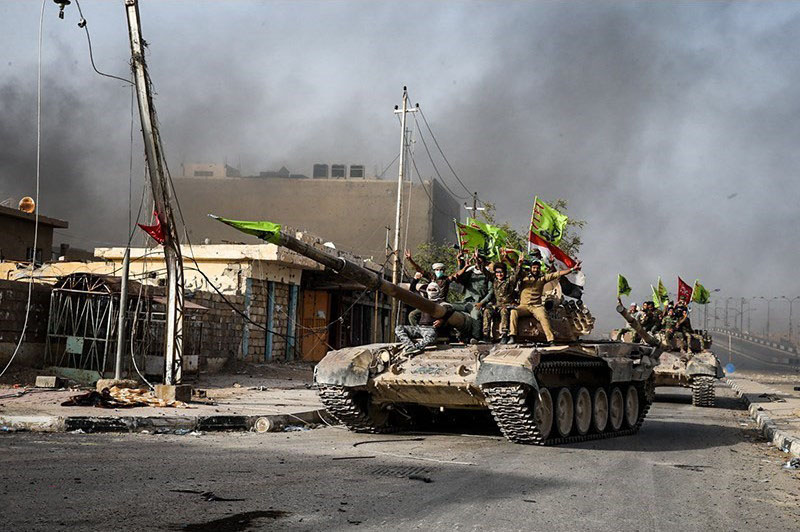
Milicias iraquianas entrando em Faluja, após expulsar os terroristas do Estado Islâmico da região.

Em junho de 2006 o Regimental Combat Team 6 (6º regimento de fuzileiros navais americanos) iniciou a Operação Alljah, um plano de segurança modelado numa operação bem-sucedida em Ramadi. Após segmentar os diversos distritos da cidade, a polícia iraquiana e as tropas da Coalizão estabeleceram quartéis-generais em cada um dos distritos policias, para conseguir direcionar com mais precisão as capacidades de aplicação da lei da polícia local.
No começo de 2014, milícias de extremistas fundamentalistas ligados ao grupo autoproclamado Estado Islâmico do Iraque e do Levante (EIIL) tomaram a cidade de Faluja e impuseram uma rígida visão da xaria (lei islâmica) na região. Em fevereiro de 2016, tropas do governo central iraquiano, apoiados por aviões ocidentais, começaram a cercar a cidade e violentos combates contra militantes islamitas do EIIL foram reportados. Ativistas de direitos humanos denunciaram mortes arbitrárias e o agravamento da situação humanitária na aérea, com a falta de alimentos atingindo a população civil.
Entre fevereiro e junho de 2016, combates violentos pelo controle de Faluja deixaram milhares de mortos. O governo iraquiano havia anunciado que havia reconquistado a região após cinco meses de intensos combates com militantes do Estado Islâmico. Denúncias de revanchismos perpetrados por milícias leais ao governo central em Bagdá foram reportadas, incluindo saques e assassinatos. Boa parte dos cidadãos de Faluja haviam fugido para evitar os combates, mas as famílias que ficaram para trás sofriam com a falta de mantimentos enquanto a ordem era lentamente restabelecida na cidade.